# Jonas Sakuwaha
Jonas Sakuwaha (Cafué, 22 de julho de 1983) é um futebolista profissional zambiano que atua como meia.

## Carreira
Jonas Sakuwaha integrou a Seleção Zambiana de Futebol que disputou o Campeonato Africano das Nações de 2013.

## Títulos
Zambia
- Campeonato Africano das Nações: 2012